# Fussballclub Sankt Gallen 1879 2013-2014
Questa voce raccoglie le informazioni riguardanti il Fussballclub Sankt Gallen 1879 nelle competizioni ufficiali della stagione 2013-2014.

## Stagione
Nella stagione 2013-2014 il San Gallo, allenato da Jeff Saibene, concluse il campionato di Super League al 7º posto. In Coppa Svizzera il San Gallo fu eliminato ai quarti di finale dal Zurigo. In Europa League il San Gallo fu eliminato nella fase a gironi.

## Rosa
| N. |                          | Ruolo | Calciatore         |
| -- | ------------------------ | ----- | ------------------ |
| 1  | Svizzera (bandiera)      | P     | Daniel Lopar       |
| 4  | Croazia (bandiera)       | D     | Ilija Ivić         |
| 5  | Liechtenstein (bandiera) | D     | Martin Stocklasa   |
| 6  | Svizzera (bandiera)      | D     | Philippe Montandon |
| 7  | Kosovo (bandiera)        | C     | Kristian Nushi     |
| 8  | Tunisia (bandiera)       | C     | Stéphane Nater     |
| 9  | Guinea (bandiera)        | A     | Alhassane Keita    |
| 10 | Svizzera (bandiera)      | C     | Sébastien Wüthrich |
| 11 | Svizzera (bandiera)      | A     | Goran Karanović    |
| 13 | Svizzera (bandiera)      | D     | Nicholas Lüchinger |
| 15 | Francia (bandiera)       | D     | Stéphane Besle     |
| 16 | Svizzera (bandiera)      | A     | Matias Vitkieviez  |
| 18 | Svizzera (bandiera)      | P     | Marcel Herzog      |
| 19 | Lussemburgo (bandiera)   | D     | Mario Mutsch       |

| N. |                               | Ruolo | Calciatore        |
| -- | ----------------------------- | ----- | ----------------- |
| 20 | Slovenia (bandiera)           | A     | Džengis Čavušević |
| 21 | Croazia (bandiera)            | D     | Ivan Martić       |
| 22 | Svizzera (bandiera)           | C     | Marsel Stević     |
| 23 | Svizzera (bandiera)           | A     | Sven Lehmann      |
| 26 | Austria (bandiera)            | A     | Daniel Sikorski   |
| 27 | Svizzera (bandiera)           | C     | Marco Mathys      |
| 28 | Albania (bandiera)            | D     | Ermir Lenjani     |
| 29 | Svizzera (bandiera)           | C     | Marco Franin      |
| 30 | Croazia (bandiera)            | P     | Ilija Kovačić     |
| 31 | Germania (bandiera)           | C     | Dejan Janjatović  |
| 32 | Macedonia del Nord (bandiera) | C     | Muhamed Demiri    |
| 33 | Svizzera (bandiera)           | D     | Daniele Russo     |
| 34 | Svizzera (bandiera)           | C     | Roberto Rodríguez |

## Organigramma societario
Area tecnica
- Allenatore: Jeff Saibene
- Allenatore in seconda: Daniel Tarone
- Preparatore dei portieri: Stefano Razzetti
- Preparatori atletici:

## Calciomercato

### Sessione estiva
| Acquisti | Acquisti          | Acquisti       | Acquisti |
| R.       | Nome              | da             | Modalità |
| -------- | ----------------- | -------------- | -------- |
| C        | Muhamed Demiri    | Thun           |          |
| A        | Goran Karanović   | Servette       |          |
| A        | Alhassane Keita   | Dubai Club     |          |
| C        | Roberto Rodríguez | Bellinzona     |          |
| D        | Daniele Russo     | Lugano         |          |
| A        | Daniel Sikorski   | Wisła Cracovia |          |
| A        | Matias Vitkieviez | Servette       |          |

| Cessioni | Cessioni       | Cessioni   | Cessioni |
| R.       | Nome           | a          | Modalità |
| -------- | -------------- | ---------- | -------- |
| A        | Franck Etoundi | Zurigo     |          |
| D        | Marco Hämmerli | Tuggen     |          |
| A        | Mikael Ishak   | Colonia    |          |
| D        | Pa Modou Jagne | Sion       |          |
| P        | Florian Kloser | SW Bregenz |          |
| C        | Óscar Scarione | Kasımpaşa  |          |
| A        | Manuel Sutter  | Vaduz      |          |
| A        | Igor Tadić     | Servette   |          |

### Sessione invernale
| Acquisti | Acquisti           | Acquisti     | Acquisti |
| R.       | Nome               | da           | Modalità |
| -------- | ------------------ | ------------ | -------- |
| D        | Nicholas Lüchinger | San Gallo II |          |

| Cessioni | Cessioni            | Cessioni      | Cessioni |
| R.       | Nome                | a             | Modalità |
| -------- | ------------------- | ------------- | -------- |
| A        | Juho Mäkelä         | IFK Mariehamn |          |
| C        | Mario Schönenberger | Wohlen        |          |

## Risultati

### Super League

#### Prima fase, girone di andata
| Arbitro: | Jaccottet |

|  |           |                        |
|  | Marcatori | 66’ Gashi 90’ Hajrović |

| Arbitro: | Pache |

|                                     |           |                      |
| Hediger 25’ Sanogo 44’ Martínez 67’ | Marcatori | 30’ Keita 42’ Mathys |

| Arbitro: | Bieri |

|  |           |              |
|  | Marcatori | 9’ Montandon |

| Arbitro: | Klossner |

|                |           |           |
| Janjatović 81’ | Marcatori | 59’ Xhaka |

| Arbitro: | Graf |

|                        |           |  |
| Karanović 8’ Besle 83’ | Marcatori |  |

| Zurigo 25 agosto 2013, ore 16:00 CEST 6ª giornata | Zurigo | 0 – 0 referto | San Gallo | Stadio Letzigrund (10 242 spett.)\| Arbitro: \| Bieri \| |
| Arbitro:                                          | Bieri  |               |           |                                                          |

| Arbitro: | Pache |

|                                   |           |          |
| Karanović 22’, 67’, 77’ Keita 31’ | Marcatori | 64’ Hyka |

| Arbitro: | Pache |

|                          |           |                 |
| N'Ganga 6’ Hallenius 90’ | Marcatori | 19’, 48’ Mathys |

| San Gallo 24 settembre 2013, ore 20:30 CEST 9ª giornata | San Gallo | 0 – 0 referto | Young Boys | AFG Arena (12 406 spett.)\| Arbitro: \| Studer \| |
| Arbitro:                                                | Studer    |               |            |                                                   |

#### Prima fase, girone di ritorno
| Arbitro: | San |

|  |           |             |
|  | Marcatori | 32’ Lenjani |

| Arbitro: | Jaccottet |

|                      |           |  |
| Rodríguez 64’ (rig.) | Marcatori |  |

| Arbitro: | Bieri |

|                                 |           |  |
| Frei 27’ Streller 51’ Xhaka 63’ | Marcatori |  |

| San Gallo 27 ottobre 2013, ore 13:45 CEST 13ª giornata | San Gallo | 0 – 0 referto | Thun | AFG Arena (12 983 spett.)\| Arbitro: \| Amhof \| |
| Arbitro:                                               | Amhof     |               |      |                                                  |

| Arbitro: | Jaccottet |

|  |           |                                    |
|  | Marcatori | 76’ Wüthrich 88’ (rig.), 90’ Keita |

| Arbitro: | Graf |

|                                          |           |            |
| Rangelov 43’ Besle 67’ (aut.) Winter 73’ | Marcatori | 65’ Mathys |

| Arbitro: | Studer |

|                             |           |                |
| Karanović 45’ Rodríguez 51’ | Marcatori | 81’ Gavranović |

| Arbitro: | Amhof |

|                         |           |  |
| Mathys 60’ Wüthrich 65’ | Marcatori |  |

| Arbitro: | Pache |

|            |           |  |
| Sutter 40’ | Marcatori |  |

#### Seconda fase, girone di andata
| Arbitro: | Jaccottet |

|             |           |            |
| Lüscher 34’ | Marcatori | 49’ Mathys |

| Arbitro: | San |

|  |           |                               |
|  | Marcatori | 64’ (aut.) Nater 87’ Henrique |

| Arbitro: | Bieri |

|               |           |                                            |
| Montandon 15’ | Marcatori | 38’, 51’ Khalifa 69’, 82’ Dabour 90’ Gashi |

| Arbitro: | Erlachner |

|                                    |           |  |
| Feindouno 37’ Ravet 55’ Mevlja 65’ | Marcatori |  |

| Arbitro: | Jaccottet |

|                  |           |                     |
| Puljić 1’ (aut.) | Marcatori | 90’ (rig.) Rangelov |

| Arbitro: | Bieri |

|           |           |               |
| Callà 78’ | Marcatori | 81’ Karanović |

| Arbitro: | Studer |

|           |           |              |
| Nater 25’ | Marcatori | 22’ Wüthrich |

| Arbitro: | Pache |

|           |           |  |
| Nushi 52’ | Marcatori |  |

| Arbitro: | Hänni |

|               |           |          |
| Itaperuna 79’ | Marcatori | 5’ Nushi |

#### Seconda fase, girone di ritorno
| Arbitro: | Schörgenhofer |

|                                        |           |             |
| Vitkieviez 38’ Karanović 77’, 83’, 88’ | Marcatori | 58’ N'Ganga |

| Arbitro: | San |

|          |           |  |
| Hyka 74’ | Marcatori |  |

| San Gallo 17 aprile 2014, ore 19:45 CEST 30ª giornata | San Gallo | 0 – 0 referto | Losanna | AFG Arena (12 116 spett.)\| Arbitro: \| Bieri \| |
| Arbitro:                                              | Bieri     |               |         |                                                  |

| Arbitro: | Fähndrich |

|                                                |           |  |
| Reinmann 3’ Nikçi 67’ Sanogo 75’ Schneuwly 88’ | Marcatori |  |

| Arbitro: | Amhof |

|  |           |                              |
|  | Marcatori | 21’, 56’ Stocker 37’ Delgado |

| Arbitro: | Jaccottet |

|                          |           |  |
| Gashi 9’ (rig.) Lang 90’ | Marcatori |  |

| Arbitro: | Muckenhammer |

|                            |           |                           |
| Etoundi 34’ Gavranović 66’ | Marcatori | 60’ Rodríguez 69’ Lenjani |

| Arbitro: | Graf |

|                              |           |  |
| Rodríguez 59’ Vitkieviez 90’ | Marcatori |  |

| Arbitro: | Amhof |

|                     |           |  |
| Steffen 1’ Frey 73’ | Marcatori |  |

### Coppa Svizzera
| 18 agosto 2013, ore 16:00 CEST Primo turno | FC Schönbühl | 1 – 8 | San Gallo |  |

| 15 settembre 2013, ore 16:00 CEST Secondo turno | Lugano | 1 – 3 | San Gallo |  |

| 10 novembre 2013, ore 16:00 CET Ottavi di finale | San Gallo | 4 – 0 | Aarau |  |

| Arbitro: | Jaccottet |

|  |           |                  |
|  | Marcatori | 82’ (rig.) Rikan |

### Europa League

#### Fase di qualificazione
| Arbitro: | Hațegan |

|            |           |               |
| Mathys 47’ | Marcatori | 37’ Movsisyan |

| Arbitro: | Makkelie |

|                          |           |                                                 |
| Özbiliz 1’ Movsisyan 83’ | Marcatori | 17’, 32’ Karanović 36’ Rodríguez 88’ Janjatović |

#### Fase a gironi
| Arbitro: | Gil |

|                          |           |  |
| Karanović 56’ Mathys 76’ | Marcatori |  |

| Arbitro: | Gomes |

|               |           |  |
| Routledge 52’ | Marcatori |  |

| Arbitro: | van Boekel |

|                                                     |           |           |
| Alcácer 12’ Cartabia 21’, 30’ Costa 33’ Canales 71’ | Marcatori | 74’ Nater |

| Arbitro: | Kulbakov |

|                         |           |                             |
| Besle 37’ Karanović 66’ | Marcatori | 30’, 76’ Piatti 86’ Canales |

| Arbitro: | Kakos |

|                                           |           |  |
| Melgarejo 3’, 71’ Ignat'ev 54’ Kaboré 90’ | Marcatori |  |

| Arbitro: | Liany |

|            |           |  |
| Mathys 80’ | Marcatori |  |

## Statistiche

### Statistiche di squadra
| Competizione   | Punti | In casa | In casa | In casa | In casa | In casa | In casa | In trasferta | In trasferta | In trasferta | In trasferta | In trasferta | In trasferta | Totale | Totale | Totale | Totale | Totale | Totale | DR  |
| Competizione   | Punti | G       | V       | N       | P       | Gf      | Gs      | G            | V            | N            | P            | Gf           | Gs           | G      | V      | N      | P      | Gf     | Gs     | DR  |
| -------------- | ----- | ------- | ------- | ------- | ------- | ------- | ------- | ------------ | ------------ | ------------ | ------------ | ------------ | ------------ | ------ | ------ | ------ | ------ | ------ | ------ | --- |
| Super League   | 45    | 18      | 8       | 6       | 4       | 22      | 18      | 18           | 3            | 6            | 9            | 15           | 29           | 36     | 11     | 12     | 13     | 37     | 47     | -10 |
| Coppa Svizzera | -     | 2       | 1       | 0       | 1       | 4       | 1       | 2            | 2            | 0            | 0            | 11           | 2            | 4      | 3      | 0      | 1      | 15     | 3      | +12 |
| Europa League  | -     | 4       | 2       | 1       | 1       | 6       | 4       | 4            | 1            | 0            | 3            | 5            | 12           | 8      | 3      | 1      | 4      | 11     | 16     | -5  |
| Totale         | 45    | 24      | 11      | 7       | 6       | 32      | 23      | 24           | 6            | 6            | 12           | 31           | 43           | 48     | 17     | 13     | 18     | 63     | 66     | -3  |

### Andamento in campionato
| Giornata  | 1 | 2 | 3 | 4 | 5 | 6 | 7 | 8 | 9 | 10 | 11 | 12 | 13 | 14 | 15 | 16 | 17 | 18 | 19 | 20 | 21 | 22 | 23 | 24 | 25 | 26 | 27 | 28 | 29 | 30 | 31 | 32 | 33 | 34 | 35 | 36 |
| --------- | - | - | - | - | - | - | - | - | - | -- | -- | -- | -- | -- | -- | -- | -- | -- | -- | -- | -- | -- | -- | -- | -- | -- | -- | -- | -- | -- | -- | -- | -- | -- | -- | -- |
| Luogo     | C | T | T | C | C | T | C | T | C | T  | C  | T  | C  | T  | T  | C  | C  | T  | T  | C  | C  | T  | C  | T  | C  | C  | T  | C  | T  | C  | T  | C  | T  | T  | C  | T  |
| Risultato | P | P | V | N | V | N | V | N | N | V  | V  | P  | N  | V  | P  | V  | V  | P  | N  | P  | P  | P  | N  | N  | N  | V  | N  | V  | P  | N  | P  | P  | P  | N  | V  | P  |
| Posizione | 8 | 9 | 8 | 8 | 5 | 5 | 4 | 5 | 5 | 4  | 3  | 3  | 5  | 4  | 5  | 5  | 4  | 5  | 5  | 5  | 6  | 7  | 7  | 7  | 7  | 6  | 6  | 5  | 6  | 7  | 7  | 7  | 7  | 7  | 7  | 7  |

Legenda:

Luogo: C = Casa; T = Trasferta. Risultato: V = Vittoria; N = Pareggio; P = Sconfitta.

### Statistiche dei giocatori
| Giocatore        | Super League | Super League | Super League | Super League | Coppa Svizzera | Coppa Svizzera | Coppa Svizzera | Coppa Svizzera | Europa League | Europa League | Europa League | Europa League | Totale   | Totale | Totale      | Totale     |
| Giocatore        | Presenze     | Reti         | Ammonizioni  | Espulsioni   | Presenze       | Reti           | Ammonizioni    | Espulsioni     | Presenze      | Reti          | Ammonizioni   | Espulsioni    | Presenze | Reti   | Ammonizioni | Espulsioni |
| ---------------- | ------------ | ------------ | ------------ | ------------ | -------------- | -------------- | -------------- | -------------- | ------------- | ------------- | ------------- | ------------- | -------- | ------ | ----------- | ---------- |
| S. Besle         | 29           | 1            | 16           | 0            | 1              | 0              | 0              | 0              | 8             | 1             | 0             | 0             | 38       | 2      | 16          | 0          |
| M. Demiri        | 17           | 0            | 4            | 0            | 0              | 0              | 0              | 0              | 3             | 0             | 0             | 0             | 20       | 0      | 4           | 0          |
| M. Franin        | 6            | 0            | 1            | 0            | 0              | 0              | 0              | 0              | 1             | 0             | 0             | 0             | 7        | 0      | 1           | 0          |
| M. Herzog        | 6            | 0            | 0            | 0            | 1              | 0              | 0              | 0              | 1             | 0             | 0             | 0             | 8        | 0      | 0           | 0          |
| I. Ivić          | 0            | 0            | 0            | 0            | 0              | 0              | 0              | 0              | 0             | 0             | 0             | 0             | 0        | 0      | 0           | 0          |
| D. Janjatović    | 26           | 1            | 4            | 0            | 0              | 0              | 0              | 0              | 6             | 1             | 2             | 0             | 32       | 2      | 6           | 0          |
| G. Karanović     | 33           | 9            | 1            | 0            | 1              | 0              | 0              | 0              | 8             | 4             | 1             | 0             | 42       | 13     | 2           | 0          |
| A. Keita         | 20           | 4            | 2            | 0            | 1              | 0              | 0              | 0              | 7             | 0             | 0             | 0             | 28       | 4      | 2           | 0          |
| I. Kovačić       | 0            | 0            | 0            | 0            | 0              | 0              | 0              | 0              | 0             | 0             | 0             | 0             | 0        | 0      | 0           | 0          |
| S. Lehmann       | 0            | 0            | 0            | 0            | 0              | 0              | 0              | 0              | 0             | 0             | 0             | 0             | 0        | 0      | 0           | 0          |
| E. Lenjani       | 29           | 2            | 6            | 0            | 1              | 0              | 1              | 0              | 8             | 0             | 1             | 0             | 38       | 2      | 8           | 0          |
| D. Lopar         | 30           | 0            | 0            | 0            | 0              | 0              | 0              | 0              | 7             | 0             | 0             | 0             | 37       | 0      | 0           | 0          |
| N. Lüchinger     | 0            | 0            | 0            | 0            | 0              | 0              | 0              | 0              | 0             | 0             | 0             | 0             | 0        | 0      | 0           | 0          |
| I. Martić        | 25           | 0            | 3            | 0            | 1              | 0              | 0              | 0              | 4             | 0             | 1             | 0             | 30       | 0      | 4           | 0          |
| M. Mathys        | 36           | 6            | 2            | 0            | 1              | 0              | 0              | 0              | 8             | 3             | 0             | 0             | 45       | 9      | 2           | 0          |
| P. Montandon     | 19           | 2            | 3            | 0            | 1              | 0              | 0              | 0              | 6             | 0             | 0             | 1             | 26       | 2      | 3           | 1          |
| M. Mutsch        | 31           | 0            | 4            | 1            | 1              | 0              | 0              | 0              | 8             | 0             | 3             | 0             | 40       | 0      | 7           | 1          |
| J. Mäkelä        | 6            | 0            | 0            | 0            | 0              | 0              | 0              | 0              | 0             | 0             | 0             | 0             | 6        | 0      | 0           | 0          |
| S. Nater         | 30           | 1            | 3            | 1            | 1              | 0              | 0              | 0              | 6             | 1             | 0             | 0             | 37       | 2      | 3           | 1          |
| K. Nushi         | 30           | 2            | 3            | 1            | 0              | 0              | 0              | 0              | 4             | 0             | 1             | 0             | 34       | 2      | 4           | 1          |
| R. Rodríguez     | 30           | 4            | 4            | 0            | 1              | 0              | 0              | 0              | 8             | 1             | 0             | 0             | 39       | 5      | 4           | 0          |
| D. Russo         | 11           | 0            | 2            | 0            | 1              | 0              | 0              | 0              | 3             | 0             | 0             | 0             | 15       | 0      | 2           | 0          |
| M. Schönenberger | 0            | 0            | 0            | 0            | 0              | 0              | 0              | 0              | 1             | 0             | 0             | 0             | 1        | 0      | 0           | 0          |
| D. Sikorski      | 0            | 0            | 0            | 0            | 0              | 0              | 0              | 0              | 0             | 0             | 0             | 0             | 0        | 0      | 0           | 0          |
| M. Stević        | 1            | 0            | 0            | 0            | 0              | 0              | 0              | 0              | 0             | 0             | 0             | 0             | 1        | 0      | 0           | 0          |
| M. Stocklasa     | 14           | 0            | 4            | 0            | 0              | 0              | 0              | 0              | 2             | 0             | 1             | 0             | 16       | 0      | 5           | 0          |
| M. Vitkieviez    | 30           | 2            | 6            | 0            | 1              | 0              | 1              | 0              | 7             | 0             | 1             | 0             | 38       | 2      | 8           | 0          |
| S. Wüthrich      | 32           | 2            | 2            | 0            | 1              | 0              | 0              | 0              | 6             | 0             | 0             | 0             | 39       | 2      | 2           | 0          |
| D. Čavušević     | 7            | 0            | 0            | 0            | 0              | 0              | 0              | 0              | 0             | 0             | 0             | 0             | 7        | 0      | 0           | 0          |